# 坝美镇
坝美镇，原称阿科乡，是中华人民共和国云南省文山壮族苗族自治州广南县下辖的一个乡镇级行政单位。

## 行政区划
坝美镇下辖以下地区：
阿科村、者烈村、董幕村、革乍村、那洞村、者卡村、青石村、普南村、八达村、堂上村、同应村、洛里村、者歪村、者孟村和底先村。

## 中国传统村落
2013年8月，革乍村委会汤拿村被评为第二批中国传统村落。